# Хун-сааре
Хун-сааре, или дука (Duka, Dukanchi, Dukanci, Dukawa, Dukwa, Hun-Saare, Saare) — язык, принадлежащий ветви кайнджи, на котором говорит народ дукава, проживающий в РМУ Риджау штата Нигер; в РМУ Васагу и Яури штата Кебби в Нигерии. Также южнее проживают мигранты. Существуют диалектные центры — Даренги, Дукку-Ири, Зенте-Дого и Риджау-Сенджир. У дука есть восточный (хун, хуне, эт-хун) и западный (эс-сааре) диалекты. Сходство в лексике: 85 % между диалектами риджау и дукку, 63 % дука с ут-майн, 50 % с лела и 47 % с гвамхи-вури. С 2002 года используется письмо на латинской основе.